# Centre d'Estudis i Assessorament Metal·lúrgic
Centre d'Estudis i Assessorament Metal·lúrgic (CEAM) és una institució creada a Barcelona el 1951 a iniciativa de les empreses metalúrgiques, amb la finalitat d'impulsar el desenvolupament de les empreses del sector. Des de la seva creació és una organització tècnica, de la qual formen part empreses i institucions del metall, que té com missió la millora de la competitivitat industrial.
Des de la seva fundació ha dut a terme actuacions en el marc industrial, comercial i financer, a través de la formació professional, la informació i la preparació de directius. El 1987 va rebre la Creu de Sant Jordi.

## Organització
L'òrgan de govern està constituït per la Junta Rectora, que està integrada per 21 persones, entre ells el president, dos vicepresidents i un secretari general.